# Cord 810/812
Cord 810 и более поздний Cord 812 — американские автомобили класса люкс, производившиеся компанией Cord Automobile в 1936—1937 годах.

## Cord 810

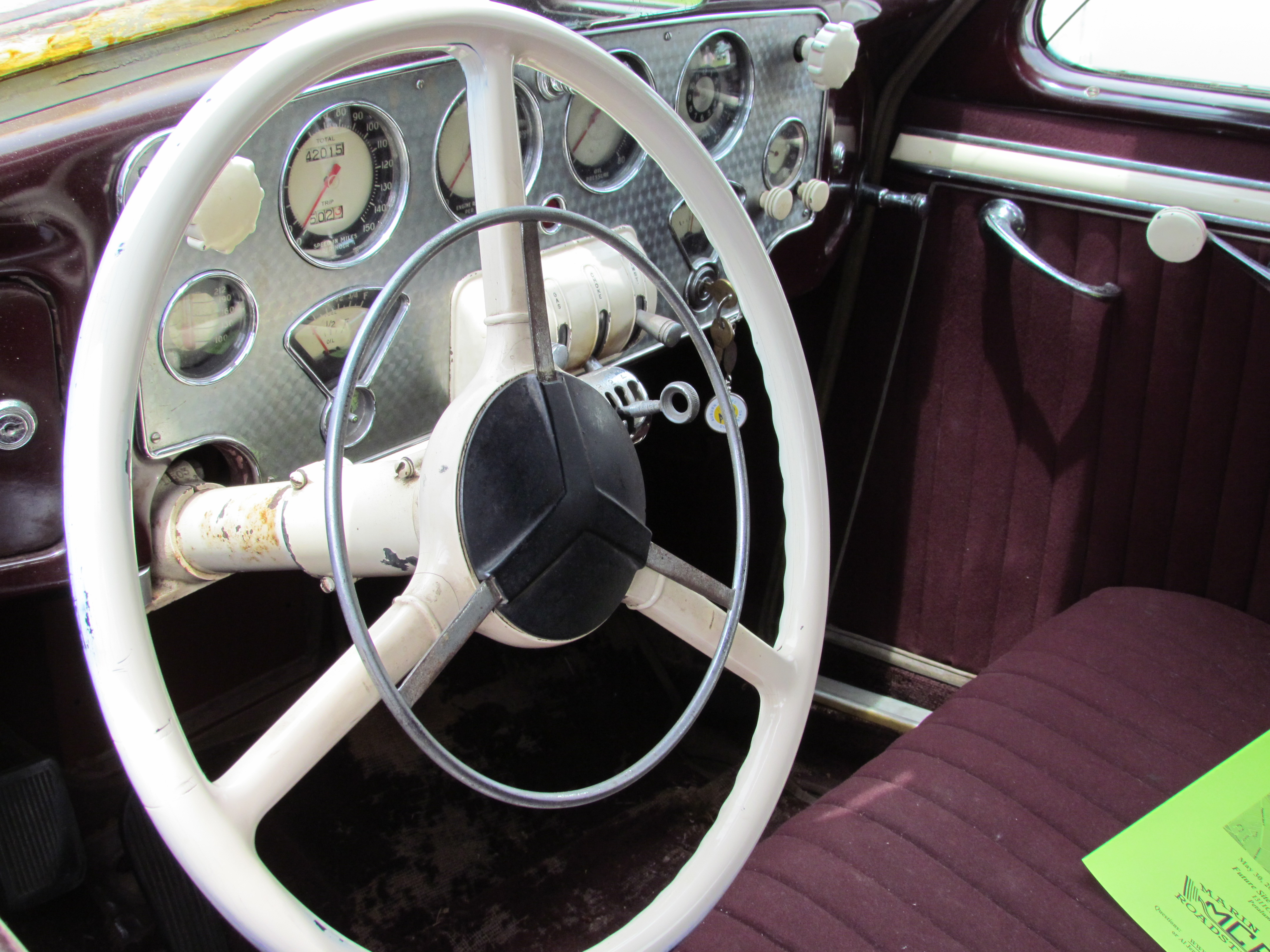
Приборная панель

Модель 810 была призвана спасти от банкротства автомобильную компанию и появилась через три года после сворачивания производства Cord L-29. Впервые её увидели посетители Нью-Йоркского автошоу 2 ноября 1935 года. Готовили модель неполных четыре месяца, для участия в шоу нужно было создать сто экземпляров, поэтому выставочные образцы даже не имели трансмиссии — разработчики просто не успели их собрать окончательно. Однако благодаря необычной внешности и техническим новшествам заказов поступало много. У новинки был похожий на крышку гроба капот, регулируемые стеклоочистители, убирающиеся в крылья фары, а сами крылья имели форму поплавков, устанавливаемых на гидропланах. У автомобиля был несущий кузов, дорожный просвет составлял 270 мм (из-за чего пришлось отказаться от подножек), двери внутренними петлями крепились к средней стойке, а крыша варилась из семи отдельных элементов. Примечательно, что у машины не было традиционной решётки радиатора. Вместо неё вокруг капота шли стальные рёбра, прозванные «луврами».
Специально для Cord 810 фирмой Lycoming был спроектирован двигатель V8 объёмом 4729 см³, в котором широко использовался алюминий. Мотор мощностью 125 л. с. разгонял авто до 152 км/ч. Впоследствии появилась компрессорная версия, которая отличалась выведенными наружу трубами в гофрированных рукавах из нержавеющей стали. В то время это был первый американский переднеприводной автомобиль с независимой передней подвеской. Полуавтоматическая четырёхступенчатая коробка передач была выдвинута перед двигателем, это позволило дизайнеру Гордону Бьюригу отказаться от карданного вала и туннеля трансмиссии.
Несмотря на все эти новшества, рыночного успеха модель не завоевала. Поставки дилерам начались с опозданием, планировалось производить до тысячи автомобилей в месяц, но производство тормозилось из-за трансмиссии. В Нью-Йорк первые автомобили попали лишь в апреле 1936 года. Впоследствии у него обнаружился ряд проблем: не всегда включались передачи, мотор перегревался, отказывали другие узлы. Хоть со временем многие неисправности были устранены, у марки сложился резко отрицательный образ. В целом, Cord удалось продать только 1174 новых 810-х в первый год выпуска из-за проблем с механикой.

## Cord 812

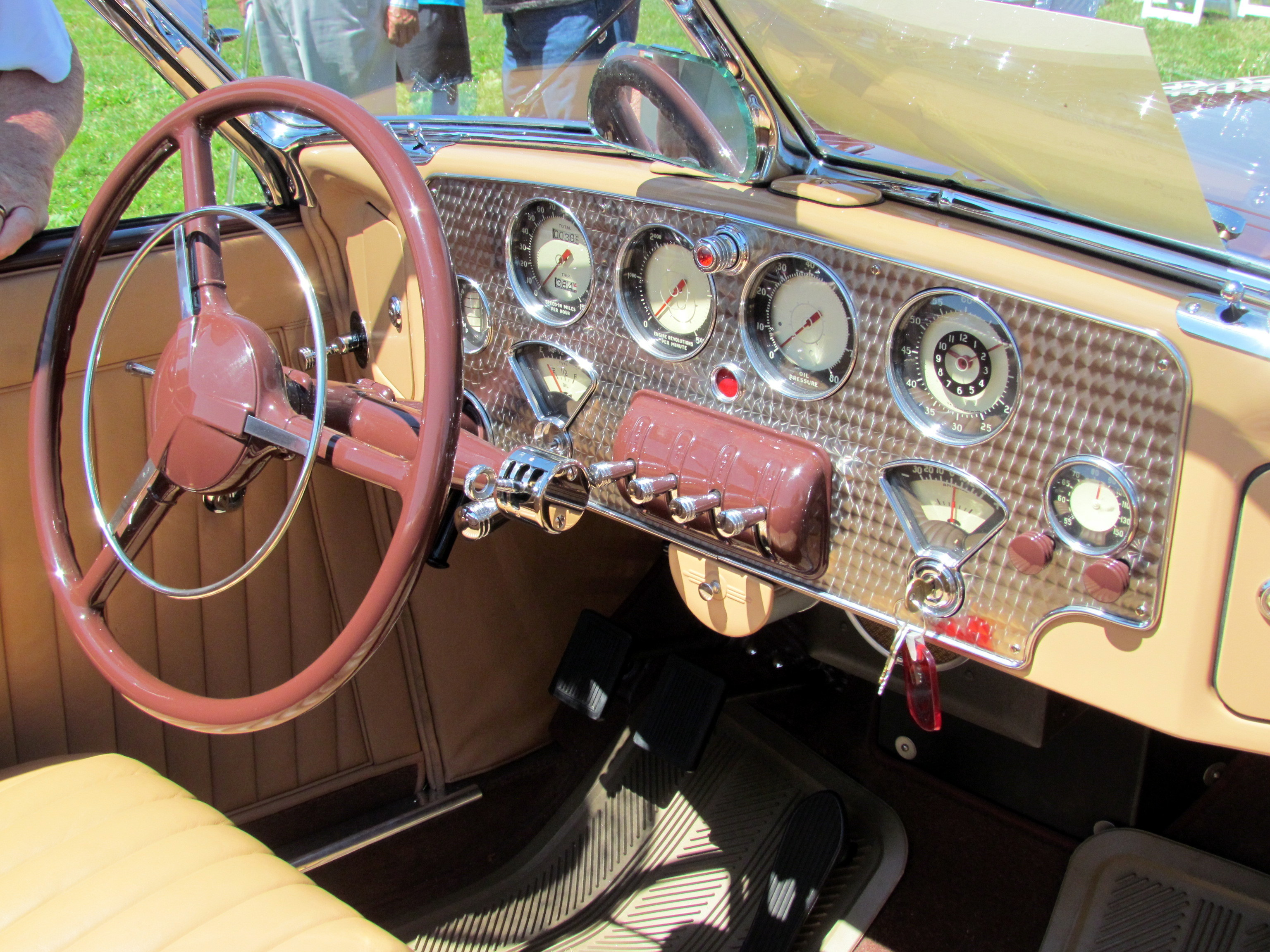
Приборная панель

В 1936 году, чтобы спасти сложившееся положение, была представлена модель 812. Колёсная база достигла 3353 мм, жёсткость кузова возросла, увеличилась и высота машины. Автомобиль стал выпускаться в шести исполнениях — разных видах седана и кабриолета. Двигатель снабдили нагнетателем, в итоге мощность довели до 190 л. с., мотор разгонял автомобиль до 177 км/ч, делая его одной из самых быстрых моделей своего времени. Позже на данном суперкаре установили несколько десятков национальных рекордов для серийных авто, среди которых 29,35 км на 3,8 л топлива и 3055,76 км за 24 часа езды по кирпичному треку в Индианаполисе. Однако всё это не спасло производителя от банкротства: 7 августа 1937 года с конвейера сошёл последний Cord. Сегодня один экземпляр Cord 812 экспонируется в Нью-Йоркском музее современного искусства. Также ещё один экземпляр Cord 812 кабриолет экспонируется в KEY Museum, в городе Торбалы, провинция Измир, Турция.